# Fameless
Fameless este o formație românească de rock, formată în martie 2015 la Timișoara, de către Tiberiu Albu, câștigătorul concursului Vocea României, de la Pro TV, din 19 decembrie 2014.

## Biografie

### 2015
Primul membru al formației a fost chitaristul Molnar Csaba, pe care Tibi îl cunoștea de mult timp și cu care și-a dorit tot timpul să formeze o trupă. Pentru găsirea celorlalți colegi, au fost organizate audiții la studioul IPT în București, iar cei aleși pentru a întregi formula au fost basistul Șerban Georgescu și toboșarul Andrei Ilie.
Pe 29 mai, trupa se lansează oficial în cadrul emisiunii Românii au talent, de la Pro TV, unde interpretează piesa Right Now, primită foarte bine de către fani.
La începutul lunii august, chitaristul Molnar Csaba părăsește trupa, iar locul acestuia este luat de către Mihai Vasile.
Pe 3 septembrie, trupa este invitată să cânte în cadrul “Media Music Awards 2015”, eveniment dedicat elitei industriei muzicale din România, unde interpretează piesa Show Me How to Live, care avea să fie primul single al trupei. 
Varianta oficială a fost lansată pe 10 decembrie 2015 și a primit numeroase aprecieri din partea publicului.
Piesa a fost lansată la Radio Trib, pe 14 decembrie 2015, ajungând pe primul loc în clasamentul Romtop.

### 2016
Al doilea single, For The Love Of God, care prefațează primul album, anunțat de trupă pentru acest an, este lansată oficial pe 16 februarie 2016. Piesa a fost prezentată la finala emisiunii Vocea României, pe 18 decembrie 2015.
Un interviu despre povestea și producerea piesei a fost prezentat la PROTV.
Alte posturi de radio: Tănanana, Radio Seven și SmartFM își adaugă și ele în playlist ultimul succes al trupei.
Pe 8 aprilie 2016, Fameless sunt invitați la GoldFM, în emisiunea Gold Morning, unde și cântă live, unplugged, For The Love Of God.

## Membri

### Actuali
- Tiberiu Albu (voce)
- Mihai Vasile (chitară)
- Șerban Georgescu (chitară bas)
- Andrei Ilie (tobe)

### Foști
- Csaba Molnar (chitară)